# Oliver Wendell Holmes
Oliver Wendell Holmes (Boston, 8 maart 1841 - Washington D.C., 6 maart 1935) was een Amerikaanse jurist en rechtsfilosoof.

## Biografie
Holmes werd geboren in Boston. Zijn vader, Oliver Wendell Holmes, Sr., was een vooraanstaand schrijver en arts. Zijn moeder, Amelia Lee Jackson, ijverde voor het afschaffen van de slavernij. Haar zoon sloot zich hierbij aan.
Holmes werd in de gelegenheid gesteld om te gaan studeren; hij bezocht de Harvard-universiteit en studeerde in 1861 af. De Amerikaanse Burgeroorlog was inmiddels uitgebroken en Holmes meldde zich als vrijwilliger. In de strijd raakte hij een aantal malen gewond. Zijn oorlogservaringen deden bij hem het besef groeien dat wetten gebaseerd zijn op geweld. Dit zou van invloed zijn op zijn latere rechtsfilosofische opvattingen. Holmes keerde terug naar Harvard en ging rechten studeren. Hij rondde de studie in 1866 af en werd vervolgens advocaat in Boston.
In 1881 verscheen zijn voornaamste werk, The Common Law, waarin hij betoogde dat de rechterlijke uitspraak de bepalende factor is voor het recht; rechters komen tot een uitspraak op grond van de feiten en verdedigen deze achteraf op grond van de wet. Dit is een kernpunt van het Amerikaanse rechtsrealisme, waarvan hij als initiator wordt gezien. Van 1902 tot 1932 was Holmes lid van het Hooggerechtshof, voorgedragen door president Theodore Roosevelt. Hij verwierf een grote reputatie en staat nog steeds  bekend als een van de meest invloedrijke rechters. Hij overleed in Washington, D.C. op 6 maart 1935.

## Rechtsfilosofie
Als voorloper van het rechtsrealisme had Holmes opvattingen die in zijn tijd als radicaal werden gezien en hij huldigde zijn opvattingen niet alleen academisch, maar ze kwamen ook tot uiting in zijn uitspraken als rechter. Zo gaf hij in een commentaar bij een belangrijk arrest uit 1927, Buck t.o. Bell, aan dat er geen wettelijke belemmeringen waren om zwakbegaafde vrouwen van staatswege te laten steriliseren.
Met betrekking tot het recht zelf stelde hij dat niet de wetten, maar de rechterlijke uitspraken cruciaal zijn. Daarbij geldt geen algemeen uitgangspunt en kan de logica geen beslissende rol spelen. Er is dan ook geen algemeen antwoord dat slechts toegepast zou hoeven worden; de omstandigheden van het geval zijn daarentegen zo bijzonder dat de individuele rechter het recht ter plekke maakt. Het gaat daarbij steeds om een praktische (en geen algemene) benadering. De rechter gaat daarbij steeds uit van het specifieke geval, o.a. door deze vorige elementen wordt hij dan ook traditioneel in de traditie van het pragmatisme geplaatst. Het is in dit licht bezien niet verwonderlijk dat hij zich afzet tegen natuurrechtelijke benaderingen, die hij als naïef bestempelt.